# Operator warunkowy
Operator warunkowy (ang. conditional operator; ternary operator) – konstrukcja języków programowania, w których odróżnia się wyrażenia od instrukcji, będący formą instrukcji warunkowej wyrażoną za pomocą operatora trójargumentowego; bywa ona instrukcją wyrażeniową. Umożliwia ona sprawdzenie warunku na poziomie wyrażenia, co w pewnym stopniu zaciera rozróżnienie między wyrażeniami a instrukcjami, dzięki czemu przy jej rozsądnym używaniu kod źródłowy może zyskać na zwięzłości i prostocie.

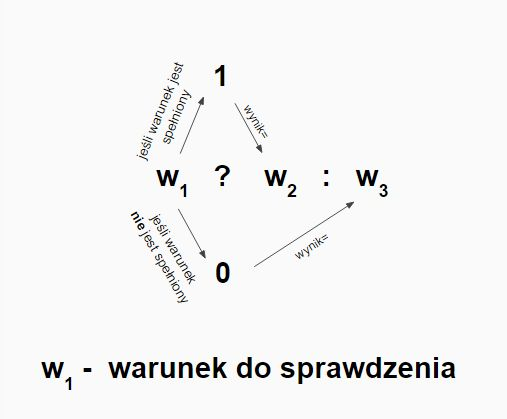
Działanie operatora warunkowego w C++

W językach C, C++, Java, JavaScript, C#, Perl, PHP (od wersji 5.3) i Ruby operator ten ma postać:
```
warunek
 
?
 
wyrażenie1
 
:
 
wyrażenie2

```

W języku Python ma on nieznacznie inną składnię:
```
wyrażenie1
 
if
 
warunek
 
else
 
wyrażenie2

```

naśladującą język naturalny (w tym wypadku język angielski).
Działanie operatora polega na sprawdzeniu wartości logicznej wyrażenia warunek i zwrócenie na jej podstawie jednej z wartości: wyrażenie1, gdy jest warunek jest prawdziwy i wyrażenie2, gdy jest warunek jest fałszywy; wartość wyrażenia, które nie zostało zwrócone zwykle nie jest obliczana.
Operator nie występuje we wszystkich językach o wyróżnionej charakterystyce, czego przykładem może być Pascal. Ponadto języki, w których nie wyróżnia się wyrażeń i instrukcji, np. języki funkcyjne, mogą używać do tego celu zwykłej instrukcji warunkowej nie potrzebując osobnego operatora warunkowego.

## Przykłady
Przypisanie
```
zmienna
 
=
 
warunek
 
?
 
wyrażenie1
 
:
 
wyrażenie2
;

```

daje taki sam rezultat, co
```
if
 
(
warunek
)

    
zmienna
 
=
 
wyrażenie1

else

    
zmienna
 
=
 
wyrażenie2
;

```